# Plaguicidas en apicultura
Algunos plaguicidas tienen impactos muy serios en la apicultura. En ciertos casos se regula su aplicación para prevenir daño a las colmenas.

## Clasificación de toxicidad
La clasificación de toxicidad se basa en la dosis letal al 50% (LD50) y se expresa en mg/abeja: 
- > 100 mg/abeja - casi no tóxico
- 11-100 mg/abeja - ligeramente tóxico
- 2-10,99 mg/abeja - tóxico ligeramente tóxico
- < 2,0 mg/abeja - muy tóxico

## Proporción de muertes
La muerte de abejas puede clasificarse como: 
- < 103 por día - el dato normal fuera de la proporción
- 200-400 por día - muerte baja
- 500-900 por día - muerte moderada
- >1000 por día - muerte alta

## Plaguicidas altamente tóxicos para las abejas
Listado por marca de fábrica (listado incompleto), nombre genérico y duración de la toxicidad residual. 

### Carbamatos
Pertenecen al grupo de los carbamatos:
- Propoxur
- Carbofurano ⇒ 7-14 días.
- Metiocarb
- Metomilo

### Organofosforados
Pertenecen al grupo de los organofosforados:
- Pirazofós
- Monocrotofós
- Fentión
- Dicrotofós
- Dimetoato ⇒ 3 días prohibido por 3 días en Estados Unidos
- Malatión
- Fensulfotión

- Diclorvós
- Dimetoato
- Naled ⇒ 16 h
- Clorpirifós prohibido en Estados Unidos para uso en casas y jardines
- Fonofós ⇒ 3 h
- Tetraclorvinfós
- Azinfós-metilo ⇒ 2,5 días.
- Fosmet
- Malatión
- Oxidemetón-metilo 	⇒ <2 h
- Metamidofós
- Paratión
- Paratión-metilo 	⇒ 5-8 días. Es el plaguicida potencialmente más perjudicial para las abejas melíferas, son aquellos empaquetados en las cápsulas diminutas (microencapsulados). El microencapsulado paratión-metilo, por ejemplo, es una formulación líquida que contiene cápsulas aproximadamente del tamaño de granos de polen que a su vez contienen el ingrediente activo. Cuando las abejas están fuera de la colmena, en el campo, estas cápsulas pueden adherirse electrostáticamente a los pelos colectores de polen de los insectos. Cuando guardan el polen, el rasgo de descarga lenta de las cápsulas permite al paratión-metilo ser un asesino potencial durante varios meses. No hay ninguna manera de descubrir en la actualidad, si las abejas son envenenadas de hecho por el paratión-metilo micro-encapsulado, y un apicultor pierda potencialmente las abejas que vienen de reemplazo, o bien todas envenenadas por el plaguicida. Por consiguiente, se recomienda fuertemente que esta formulación sólo se use cuando estamos seguros de que no hay exposición de abejas melíferas.
- Carbarilo ⇒ 3 - 7 días. Las abejas envenenadas con el carbarilo pueden tardar de 2 a 3 días en morir y pareciendo inactivo si hace frío. Les da tiempo para llevar néctar y polen contaminado a la colonia. Algunas cosechas fueron tratadas con Sevin® bajo malas condiciones (es decir, utilizando el producto con muchas abejas en campo) siendo responsables de un desastre. Sevin® es el insecticida más ampliamente utilizado en los EE. UU. Es un insecticida de amplio espectro. También es uno de los más tóxicos para las abejas melíferas en ciertas formulaciones. Hay, sin embargo, formulaciones menos tóxicas. Normalmente, la comunicación entre el aplicador y el apicultor puede evitar adecuadamente el envenenamiento de las abejas por carbarilo.
- Diazinón
- Fenitrotión
- Metidatión
- Metamidofós
- Forato ⇒ 5 h
- Diclorvós

### Piretroides sintéticos
Pertenecen al grupo de los piretroides sintéticos:
- Permetrina ⇒ 1 - 2 días, bajo condiciones áridas. La permetrina es el ingrediente activo en insecticidas usados contra el pequeño escarabajo de la colmena, que es un parásito de la colmena en las regiones de clima templado.
- Cipermetrina ⇒ Menos de 2 h
- Esfenvalerato ⇒ 1 día, se agrava bajo condiciones áridas.
- Resmetrina

### Ciclodienos Clorados
Pertenecen al grupo de los Ciclodieno clorados:
- Metoxicloro 	⇒ 2 h
- Endosulfán 	⇒ 8 h

### Cloronicotinas
- Imidacloprid Gaucho (insecticida) Se están investigando sus efectos sobre la población de abejas.
- Tiametoxan.
- Dinotefuran.
- Clotiandin.
- Acetamiprid.

## Herbicidas
- 2,4-D herbicida

## Otros
Pertenecen al grupo de los piretroides sintéticos:
- fosfamidón
- famfur)
- mevinfós
- Dimecrón
- demetón 	⇒ <2 h
- TEPP muy tóxico a abejas LD50 0,001 microg por abeja pero poca actividad residual
- Mexacarbato

Fuente: Protecting Bees When Using Insecticides University of Nebraska Lincoln, Extension, mayo de 1998
- Endrina

## Alta toxicidad y prohibidos en EE. UU.
- Aldrina prohibido por la EPA en 1974, EE. UU.
- Carbofurano (prohibido en formulación granular)
- Dieldrina Prohibido por la EPA en 1974, en EE. UU.
- Heptacloro
- Lindano, BHC prohibido en California

## Moderadamente tóxicos
- Acefato ⇒ 3 días
- demetón-s-metilo

## Relativamente no tóxicos
- Muchos fungicidas y herbicidas
- Cumafós -   Este es un organofosforado utilizado en apicultura para combatir Varroa y Aethina tumida.
- Endosulfán ?? Endosulfán
- Dicofol
- Pirimicarb
- Aceites de petróleo
- Muchos piretroides
- Aldicarb  ⇒ 4 semanas después de la aplicación.
- Triclorfón ⇒ 3 - 6 h

## Insecticidas comúnmente utilizados en soja
Muchos insecticidas utilizados en los aáidos de la soja son altamente tóxicos para las abejas.
- Acefato (1)
- Carbarilo (1)
- Clorpirifós
- Dimetoato
- Indoxacarb
- Metomilo (1)
- Paratión-metilo (1)
- Espinosad

(1) Prohibidos en la Comunidad Europea.

Fuente: Insecticidas Comunmenle usados en soja Kansas State University Extension, agosto de 2004